# Giải Grammy cho album nhạc dance/điện tử xuất sắc nhất
Giải Grammy cho Album nhạc điện tử/dance xuất sắc nhất bắt đầu được trao giải năm 2005 tại lễ trao giải Grammy lần thứ 47. Cùng "Thu âm nhạc dance xuất sắc nhất", đây là một trong hai hạng mục duy nhất về thể loại nhạc dance trong hệ thống giải Grammy.
Dưới đây là danh sách nghệ sĩ đoạt giải và nghệ sĩ được đề cử.
| Year | Artist                | Album                             | Nominees | Ref. |
| ---- | --------------------- | --------------------------------- | --- | ---- |
| 2005 | Basement Jaxx         | Kish Kash                         | - The Crystal Method – Legion of Boom - Paul Oakenfold – Creamfields - The Prodigy – Always Outnumbered, Never Outgunned - Paul van Dyk – Reflections                      |      |
| 2006 | The Chemical Brothers | Push the Button                   | - Daft Punk – Human After All - Fatboy Slim – Palookaville - Kraftwerk – Minimum-Maximum - LCD Soundsystem – LCD Soundsystem                                               |      |
| 2007 | Madonna               | Confessions on a Dance Floor      | - Goldfrapp – Supernature - Paul Oakenfold – A Lively Mind - Pet Shop Boys – Fundamental - Zero 7 – The Garden                                                             |      |
| 2008 | The Chemical Brothers | We Are the Night                  | - Justice – † - LCD Soundsystem – Sound of Silver - Shiny Toy Guns – We Are Pilots - Tiësto – Elements of Life                                                             |      |
| 2009 | Daft Punk             | Alive 2007                        | - Brazilian Girls – New York City - Cyndi Lauper – Bring Ya to the Brink - Kylie Minogue – X - Moby – Last Night - Robyn – Robyn                                           |      |
| 2010 | Lady Gaga             | The Fame                          | - The Crystal Method – Divided by Night - David Guetta – One Love - LMFAO – Party Rock - Pet Shop Boys – Yes                                                               |      |
| 2011 | La Roux               | La Roux                           | - BT – These Hopeful Machines - The Chemical Brothers – Further - Goldfrapp – Head First - Groove Armada – Black Light                                                     |      |
| 2012 | Skrillex              | Scary Monsters and Nice Sprites   | - Cut Copy – Zonoscope - Deadmau5 – 4x4=12 - David Guetta – Nothing but the Beat - Robyn – Body Talk Pt. 3                                                                 |      |
| 2013 | Skrillex              | Bangarang                         | - Steve Aoki – Wonderland - The Chemical Brothers – Don't Think - Deadmau5 – Album Title Goes Here - Kaskade – Fire & Ice                                                  |      |
| 2014 | Daft Punk             | Random Access Memories            | - Disclosure – Settle - Calvin Harris – 18 Months - Kaskade – Atmosphere - Pretty Lights – A Color Map of the Sun                                                          |      |
| 2015 | Aphex Twin            | Syro                              | - Deadmau5 – While (1<2) - Little Dragon – Nabuma Rubberband - Röyksopp and Robyn – Do It Again - Mat Zo – Damage Control                                                  |      |
| 2016 | Jack Ü                | Skrillex and Diplo Present Jack Ü | - Caribou – Our Love - The Chemical Brothers – Born in the Echoes - Disclosure – Caracal - Jamie xx – In Colour                                                            |      |
| 2017 | Flume                 | Skin                              | - Jean-Michel Jarre – Electronica 1: The Time Machine - Tycho – Epoch - Underworld – Barbara Barbara, We Face a Shining Future - Louie Vega – Louie Vega Starring...XXVIII |      |
| 2018 | Kraftwerk             | 3-D The Catalogue                 | - Bonobo – Migration - Mura Masa – Mura Masa - Odesza – A Moment Apart - Sylvan Esso – What Now                                                                            |      |
| 2019 | Justice               | Woman Worldwide                   | - Jon Hopkins – Singularity - Sofi Tukker – Treehouse - SOPHIE – Oil of Every Pearl's Un-Insides - Tokimonsta – Lune Rouge                                                 |      |
| 2020 | The Chemical Brothers | No Geography                      | - Apparat – LP5 - Flume – Hi This Is Flume - Rüfüs Du Sol – Solace - Tycho – Weather                                                                                       |      |
| 2021 |                       |                                   | - Arca - KiCk i - Baauer – Planet's Mad - Disclosure – Energy - Kaytranada – Bubba - Madeon – Good Faith                                                                   |      |